# César González
César González Llorens (* 28. září 1965 Barcelona, Španělsko) je bývalý španělský sportovní šermíř, který se specializoval na šerm kordem. Španělsko reprezentoval v osmdesátých a devadesátých letech. Na olympijských hrách startoval v roce 1992 v soutěži družstev a v roce 1996 v soutěži jednotlivců i družstev. V roce 1992 vybojoval třetí místo na mistra Evropy v soutěži jednotlivců.